# マーティン・カスティーリョ
マーティン・カスティーリョ（Martín Castillo、1977年1月13日 - ）は、メキシコのプロボクサー。メキシコシティ出身。元WBA世界スーパーフライ級王者。

## 来歴
1996年、メキシコ代表としてアトランタオリンピックボクシングフライ級に出場し、1回戦敗退。アマチュア通算戦績160勝（90KO・RSC）20敗。
1998年7月27日、アメリカ合衆国でプロデビューし、4回判定勝ち。
2001年3月25日、元IBF世界フライ級王者フランシスコ・テヘドール（コロンビア）とノンタイトル戦を行い、初回KO勝ち。
2001年7月15日、NABO北米ならびにUSBA全米スーパーフライ級王座獲得。
2002年3月30日、無敗のまま世界初挑戦。IBF世界スーパーフライ級王者フェリックス・マチャド（ベネズエラ）に挑むが6回負傷判定負けを喫し、世界王座獲得ならず。プロデビュー以来の連勝は21で止まった。
2004年1月23日、WBA世界スーパーフライ級王座挑戦者決定戦でロジャー・ガリシア（フィリピン）と対戦し、12回判定勝ち。これにより、同級王者アレクサンデル・ムニョス（ベネズエラ）への指名挑戦権を獲得するも、王者の負傷休養により挑戦が実現せず。
2004年5月16日、WBA世界スーパーフライ級暫定王座決定戦出場。本来、この日ムニョスに挑戦する予定だった石原英康と岐阜で対戦し、11回TKO勝ち。暫定王座を獲得した。
2004年12月3日、負傷が完治した正規王者ムニョスと王座統一戦で対戦。ダウンを奪った末の12回判定勝ちで正規王者に昇格（記録上は初防衛）。その後、3度の防衛に成功。
2006年7月22日、暫定王座獲得から5度目の防衛戦。大阪でプロ8戦目の名城信男と対戦し、10回負傷TKO負けで世界王座から陥落した。
2008年2月16日、WBO世界スーパーフライ級王者フェルナンド・モンティエル（メキシコ）に挑戦したが、4回KO負けで世界王座再奪取ならず。
2009年はノンタイトル戦2試合を行い、いずれも勝利。
2010年7月31日、元3階級制覇王者ホルヘ・アルセと対戦し、初回KO負けを喫した。

## 獲得タイトル
- NABO北米スーパーフライ級王座
- USBA全米スーパーフライ級王座
- WBA世界スーパーフライ級暫定王座
- WBA世界スーパーフライ級王座